# Probark Mały
Probark Mały (niem. Klein Proberg) – wieś w Polsce, w województwie warmińsko-mazurskim, w powiecie mrągowskim, w gminie Piecki. Wchodzi w skład sołectwa Jakubowo.
Do 2023 miejscowość była częścią wsi Jakubowo.
W latach 1975–1998 Probark Mały administracyjnie należał do województwa olsztyńskiego.